# الباب في الباب (مسلسل)
الباب في الباب، سيت كوم مصري انتج وذيع منه 3 مواسم إنتاج عام 2010 وعرض عام 2011 هو من إخراج أسامة العبد وقام بكتابته ورشة كتابة تحت إشراف وائل حمدي، اشترك بها محمد رجاء،تامر محمد عبد الحميد،شريف نجيب،أحمد بدوي.

## قصة المسلسل
يتحدث هذا العمل عن شاب يدعى هشام خليل (شريف سلامة) يعمل كمحرر رياضي في إحدى الصحف ومحلل تلفزيوني، يختار الزواج من دينا (كارولين خليل) دون استشارة والدته (ليلى طاهر) التي تسيطر على والده أحمد خليل ويضطر بعد إنجابه لطفلين للانتقال والسكن قرب أهله، ولأن «الباب ب الباب» يحدث تدخل بشكل مباشر بحياته الزوجية فتحصل مشاكل بين الأم والزوجة، ويضطر الزوج للتدخل والفصل بينهما ويعد العمل هو النسخة العربية للسيت كوم الامريكى الشهير الجميع يحب رايموند everybody loves raymond، وهو من إنتاج شركة (سوني بيكتشرز انترتينمنت) نفس المنتج للمسلسل الأمريكي.

## أدوار
- شريف سلامة (الزوج - هشام)
- كارولين خليل (الزوجة - دينا)
- ليلى طاهر (الام - كوثر)
- أحمد خليل (الاب - خليل فتح الباب)
- هشام إسماعيل (عصام - الاخ)